# Andréas Lovérdos
Andréas Lovérdos (en grec moderne : Ανδρέας Λοβέρδος), né en 1956 à Patras, est un homme politique grec. Il est ministre de la Santé et de la Solidarité sociale entre 2010 et 2012.

## Biographie
Après des études de droit à l'université Aristote de Thessalonique et à l'Institut d'études européennes de Bruxelles, Andréas Lovérdos devient docteur es droit de l'université Aristote de Thessalonique. Il enseigne ensuite le droit à l'université Panteion d'Athènes. Il est élu au parlement hellénique pour la première fois en 2000.
Il est ministre de l'Emploi et de la Protection sociale du gouvernement Giórgos Papandréou d'octobre 2009 à septembre 2010 puis ministre de la Santé et de la Protection sociale à la suite de ce remaniement, poste qu'il conserve en novembre 2011 dans le gouvernement Papadimos. Il quitte le gouvernement le 17 mai 2012. Entre 2014 et 2015, il est ministre de l'Éducation dans le gouvernement Samaras.
Aux élections législatives grecques de janvier 2015, il est à nouveau élu député au Parlement grec dans la deuxième circonscription d'Athènes.